# Хинтон (Алберта)
Хинтон (енгл. Hinton) је малена варошица у западном делу канадске провинције Алберта у оквиру статистичке регије Централна Алберта. Налази се на 81 км североисточно од насеља Џаспер и око 284 км западно од административног центра провинције Едмонтона, у долини уз горњи ток реке Атабаске.
Насеље је формирано 1911. уз железничку станицу компаније Grand Trunk Pacific Railway по чијем потпредседнику Вилијаму Хинтону је и добило име. Највећи напредак насеље је доживело након 1931. када је у непосредној близини отворен велики рудник угља. Међутим убрзо је услед велике рецесије број становника пао на мање од 100, али је тај број поново порастао након отварања пилане 1955. године. Хинтон добија статус варошице 1957. уједињењем са оближњим сеоцетом Дринанин.
Године 1986. у судару два воза код Хинтона страдало је 23 људи а 71 особа је повређена, и била је то најфаталнија железничка несрећа у Канади још од 1945. године.
Према подацима пописа становништва из 2011. у вароши је живело 9.640 становника у 4.143 домаћинства што је за 1% мање у односу на попис из 2006. када је регистровано 9.738 житеља насеља.
Од 1988. варош има уговор о сарадњи са јапанским градићем Ваноути у префектури Гифу.

## Становништво
| 2006. | 2011. |
| ----- | ----- |
| 9.738 | 9.640 |